# Platylesches morigambia
Platylesches morigambia is een vlinder uit de familie van de dikkopjes (Hesperiidae). De soort is voor het eerst wetenschappelijk beschreven door Torben Bjørn Larsen in een publicatie uit 2013.

## Verspreiding
De soort komt voor in Gambia, Senegal, Guinee, Sierra Leone, Ivoorkust en Burkina Faso.

## Waardplanten
De rups leeft op diverse soorten van de Chrysobalanaceae waaronder Maranthes polyandra en Parinari congensis.